# 東名遺跡
東名遺跡（ひがしみょういせき）は、佐賀県佐賀市金立町大字千布にある縄文時代早期末葉の遺跡で、集落遺跡と貝塚からなる。
日本最古級の編み籠、櫛、木製皿などの植物遺存体や動物遺存体が出土した低湿地遺跡で、2016年に国の史跡に指定されている。

## 位置
本遺跡は、佐賀平野の中部、現代における佐賀市街の北に位置する。現在の海岸線よりも12 kmほど内陸にあるが、縄文海進極大の直前であった約7,000年前（較正年代約8,000年前）当時の海岸線は遺跡付近にあり、近くには大きな河川があって遺跡はその左岸と推定される。遺跡は現在の標高 T.P. 3 mから T.P. -3 mにかけての低湿地にあった。
遺跡周辺は干潟や葦原で、現在の有明海沿岸と似たような環境にあったと考えられる。これは、干潟に生息するヤマトオサガニやムツゴロウ、汽水域の葦原に生息する貝類が出土したことによる。
なお、本遺跡の北西300 m付近には同じ時代の貝塚を伴う久富二本杉遺跡がある。

## 遺跡の変遷

### 出現
縄文海進は16,000年前から7,000年前まで続き、当地でも海岸線が移動し続けた。約8,000年前に当地の辺りが海岸となったことで、海の幸を求めた縄文人が当地に集落を作ったと考えられている。
出土遺物の年代は約500 - 600年間に限られ、その上に粘土が堆積していることから、数百年で海進が進んで海面下に没し、住めなくなったと考えられる。

### 埋没
古有明海の海面下に没した遺物の上には、現在の有明海沿岸と同様、河川が運ぶ土砂に加えて満ち潮が運ぶ浮泥（粘土）が堆積し、5mを超える厚い粘土層に覆われる。約7,000年前には、現在と同様に平坦な地形になった。
その後、徐々に海退が進んで陸化したが、地下水位は高い状態に保たれたと考えられる。

### 調査
当地では、佐賀導水事業の中で洪水調節などを担う巨勢川調整池の建設計画が進められていた。1990年（平成2年）に行われた事業前の埋蔵文化財調査で、初めて遺跡が発見された。
これを受けて、1990年度から1996年度（平成8年度）にかけ、現標高3 mの微高地にある集落遺跡で第1次発掘調査が行われた。この時は、多数の集石遺構（炉跡）と墓地と見られる人骨集中地が発見され、土器、石器、動物の骨などが出土した。
その後、調整池の建設が始まる。しかし、重機による掘削中の2003年度（平成15年度）に貝塚が発見され、調査を進めたところ、1次調査よりも低い現標高 -0.5 mから -2 mの地点から6か所の貝塚が確認された。これにより、再調査が行われることとなった。
第2次発掘調査は2004年度（平成16年度）から2007年度（平成19年度）まで、6つのうち真ん中に位置する第1貝塚と第2貝塚周辺で行われた。貝塚からは哺乳類や魚の骨、骨角器が多数出土した。また第2貝塚の周りを中心に、多数の貯蔵穴が発見され、そこから腐敗があまり進んでいないドングリや多くの編みかごが出土したほか、当時湿地であった粘土層から皿、鉢、櫂、櫛などの多様な木製品が良好な保存状態で出土した。
1次調査の時点で佐賀平野では希少な縄文遺跡であったが、2次調査で出土した木製品の中には国内最古級の物が含まれるほか、様々な編み方の編みかごや異なる制作段階の鹿角製装身具からは当時の文様文化を窺い知ることができるなど、新たな発見があった。こうした生活用具や食料の残滓などが良好な状態で遺る遺跡は、同時代では日本列島でも類例が少ない。cf.粟津湖底遺跡（滋賀県）など。
酸性土壌により劣化が進みやすい日本の先史遺跡の中では、遺物の保存状態が良い遺跡は少ない。本遺跡がこうなったのは、遺跡の形成後急速に透水性の低い粘性土に覆われ、かつ地下水位が比較的高く、土壌が間隙水で満たされた状態が続いたことで、生物的・化学的環境が還元状態に保たれたことが指摘されている。加えて、間隙水内で貝塚に蓄積した貝殻の炭酸カルシウム分が溶出し、周囲の酸性土壌を中和した。

### 保存措置

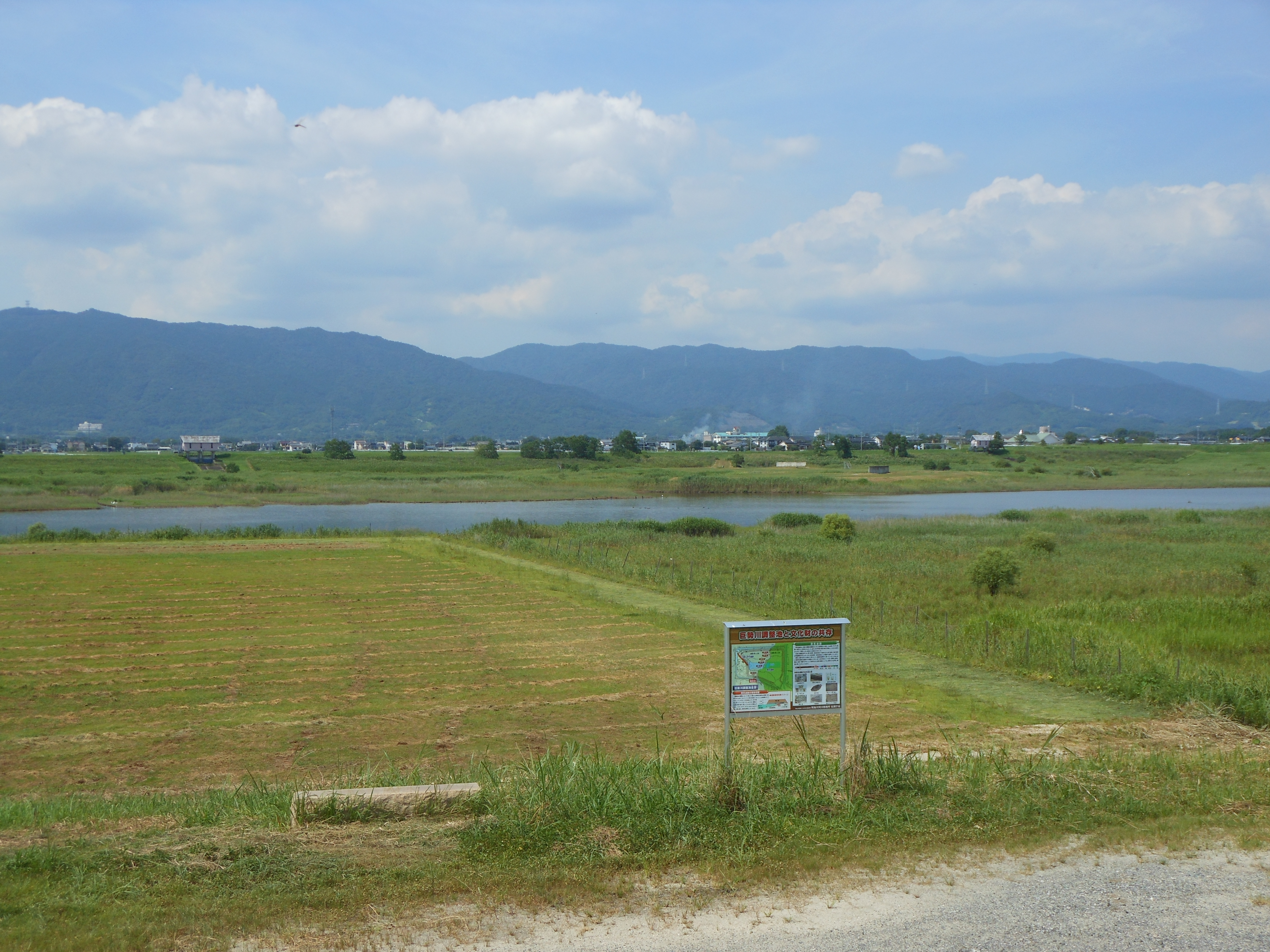
巨勢川調整池内の貝塚。
盛土保存されている。

開発者である国土交通省と佐賀市などとの協議の結果、常時湛水池になる第1・第2貝塚は発掘調査（記録保存）、それ以外の第3 - 第6貝塚の4つは掘り起こさず現地で盛土保存されている。保存遺物の劣化を防ぐため、専門家による委員会で検討が行われ、指針として酸素（空気）を遮断すること、雨水や地下水の侵入を抑制すること、土壌の乾・湿の繰り返しを極力避けることが示された。これに基づき、工事で掘り出された5 m弱の粘土層を代替する盛土が行われた。更に、土壌や地下水の変化がモニタリングされている。
保存状態の良い遺物を通じて縄文時代早期末葉の生活の全体像を復元可能であり、同時代の生活復元研究において重要性が高いとして、2016年（平成28年）10月3日に国の史跡に指定された。対象は盛土保存となった第3 - 第6貝塚の範囲で、指定面積は18,731 m2。

## 主な遺構・出土遺物

### 集落遺跡（1次調査）
南北100 m・東西20 mの細長い範囲で、当時の河川に沿う微高地に分布。居住域と考えられ、全体に集石遺構が散在し、南部に墓地がある。
- 集石遺構（炉跡） - 計167基[2]
- 石器 - 石鏃（矢じり）、石銛、石錐、石匙、スクレイパー、石斧、石皿、磨石など。材料には鬼ノ鼻山（佐賀県多久市付近）産のサヌカイトが主に使用された。腰岳（佐賀県伊万里市）産の黒曜石を使用したものも出土[2]。
- 土器 - 塞ノ神式土器。少数の轟A式土器も出土[2]。
- 人骨 - 墓地と考えられる場所で8体が出土。いずれも屈葬。遺存タンパク質の同位体分析により、陸上植物を主、魚介類を副のタンパク源とする食生活が推定される[2]。

### 貝塚（2次調査）
河口の微高地の縁に沿って南北500m、現標高 -0.5 mから -2mの範囲に6つの貝塚が発見されている。貝塚の面積は合計で約1,700 m2。貝の種類は主にヤマトシジミ、ハイガイ、アゲマキ（マテガイ）、カキ。動物の骨や角、骨角製品も多く出土。堆積状態を保存するため、垂直に薄くスライスした断面標本が4つ作られている。
また、貝塚の西側の現標高 -2mから -3mの範囲には、深さ1 m程度の貯蔵穴（深さ1m程度）が計155基発見され、多くの編みかごや木製品が出土した。
- 編みかご（バスケット、編組製品） - 貯蔵穴から出土。高さ1 m弱で下部が太い袋状をした大型のかご、高さ・幅共に50 cm程度で半球状の小型（ボウル型）のかご、正方形や長方形などの方形のかごの3つに大別される。ほぼ全体が残るものが複数出土。国内最古の編組製品は粟津湖底遺跡の約1万年前のものだが一部分に留まり、全体が残るものとしては最古である。出土点数は破片を含めると700点超。材料はムクロジやムクノキ、イヌビワ、ツヅラフジなどの木で、細く割り裂いて使った。編み方も、ゴザ目編み、もじり編み、網代編み、六つ目編みなど多様なものがある上、部位ごとに編み方を変えているものもあるなど、当時の文様文化や製作技術が知られていたよりも進んでいたことを示す[1][2]。
- 縄 - ワラビなどの草や割り裂いた木の繊維を材料に、束ねて撚り合わせた縄が複数出土した。また、縄あるいはかごの製作段階と見られる素材の束も複数出土した[2]。
- 櫛 - 竪櫛で、木製櫛として国内最古の出土例[7]。
- 木製品 - 木皿、木鉢、木匙、把手など。櫂と見られる棒状の製品も。未完成の物も出土。材料はクスノキが多い[2]。
- ドングリ - 主にイチイガシ、クヌギ、ナラガシワが貯蔵穴の編みかごの中から出土。アクの強いクヌギやナラガシワを食べるためのアク抜きが行われていたことが示唆される。また、割って棄てられたオニグルミなども出土[2]。
- 骨角器 - 貝や動物の骨に穴を開け磨いた装身具が多数出土。貝玉（ペンダント・首飾り）や貝輪（ブレスレット）のほか、シカ、鳥類、サメ、クマ、クジラなど多様な動物の骨を用いたものが出土した。小さな孔で幾何学模様を描いた鹿角製の装身具もあった。主にシカの足の骨を用いた刺突器も出土[2]。
- その他の動物遺存体（動物の骨） - 哺乳類が多く、爬虫類や魚類も出土。哺乳類では、多数のニホンジカやイノシシ、その他カモシカ、イヌ、カワウソ、タヌキ、クジラ、アシカなど。なお、アシカは現在の日本では絶滅、カモシカやツキノワグマは佐賀県付近に生息していない。魚類はスズキ、ボラ、クロダイなどで大型のものが多い。爬虫類はスッポン[1][2]。

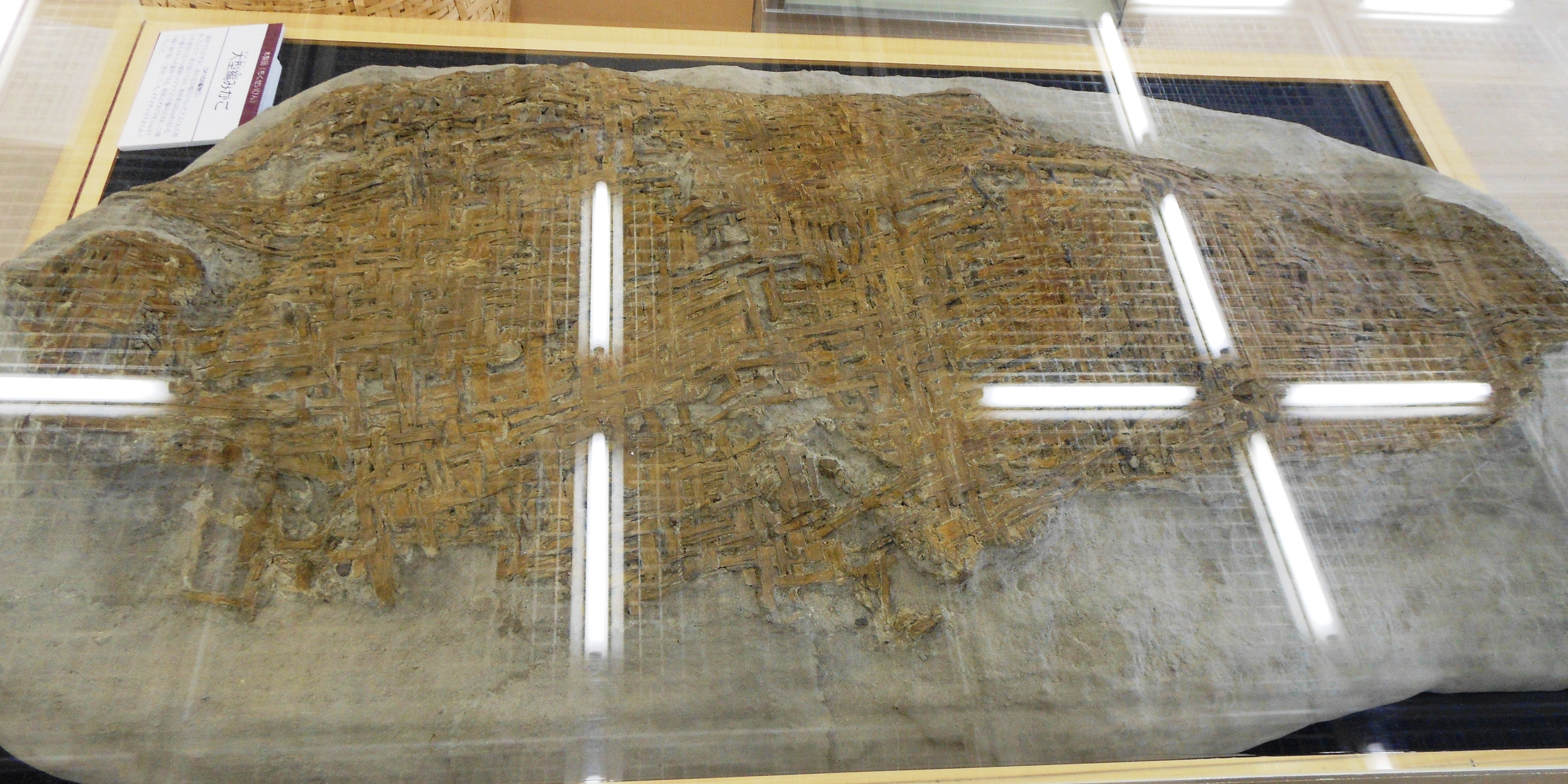
木製編みかご
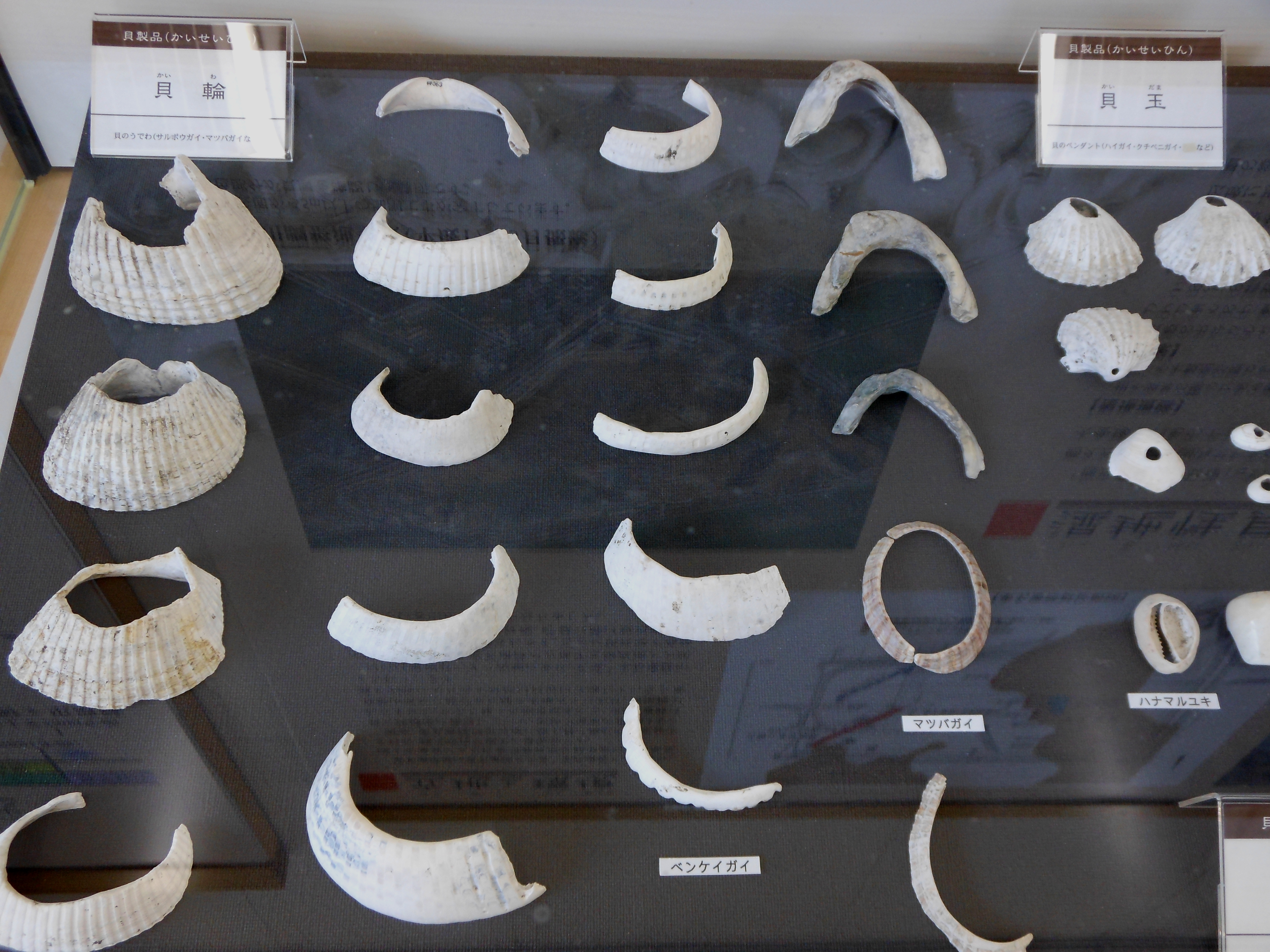
貝輪
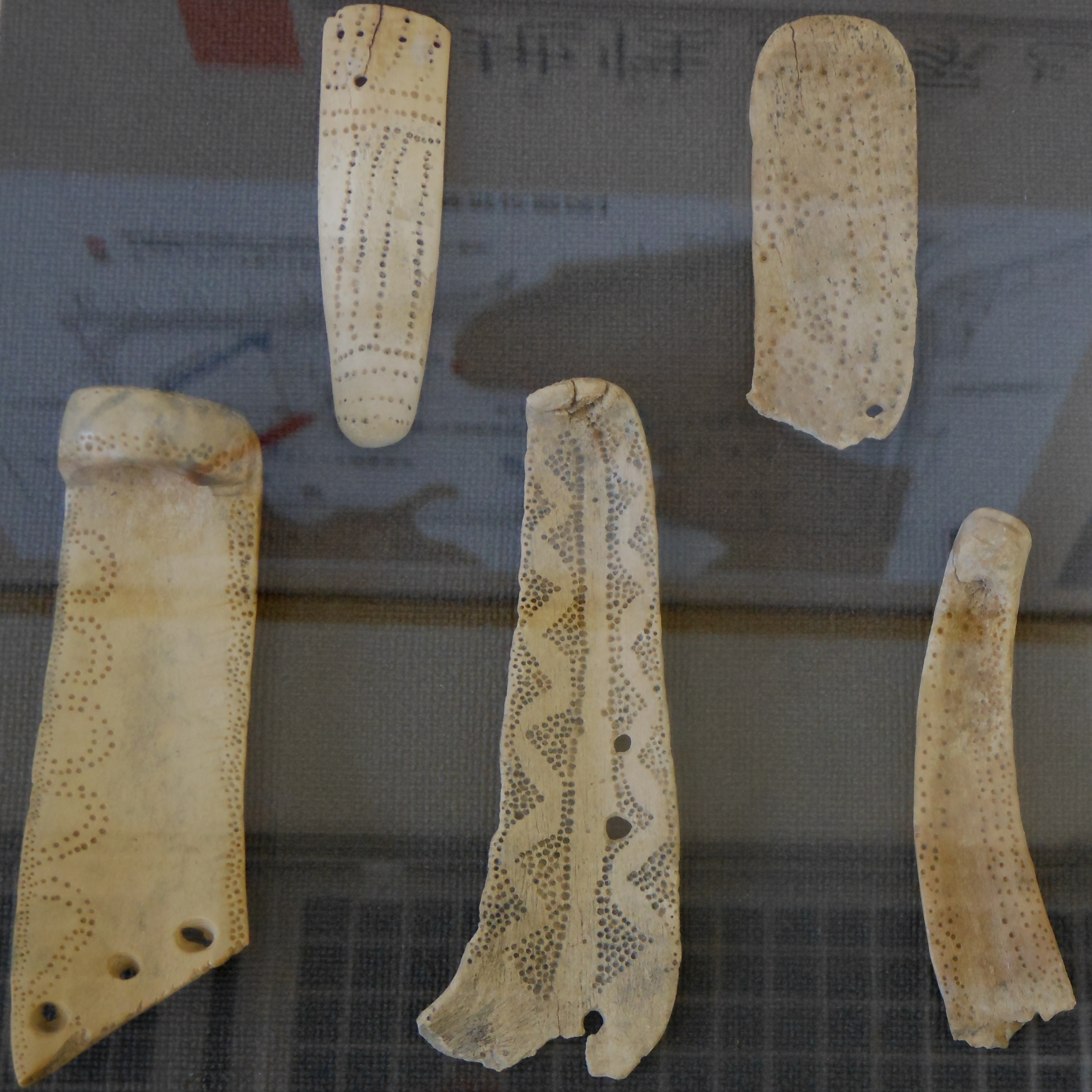
幾何学模様が描かれた鹿角製装身具
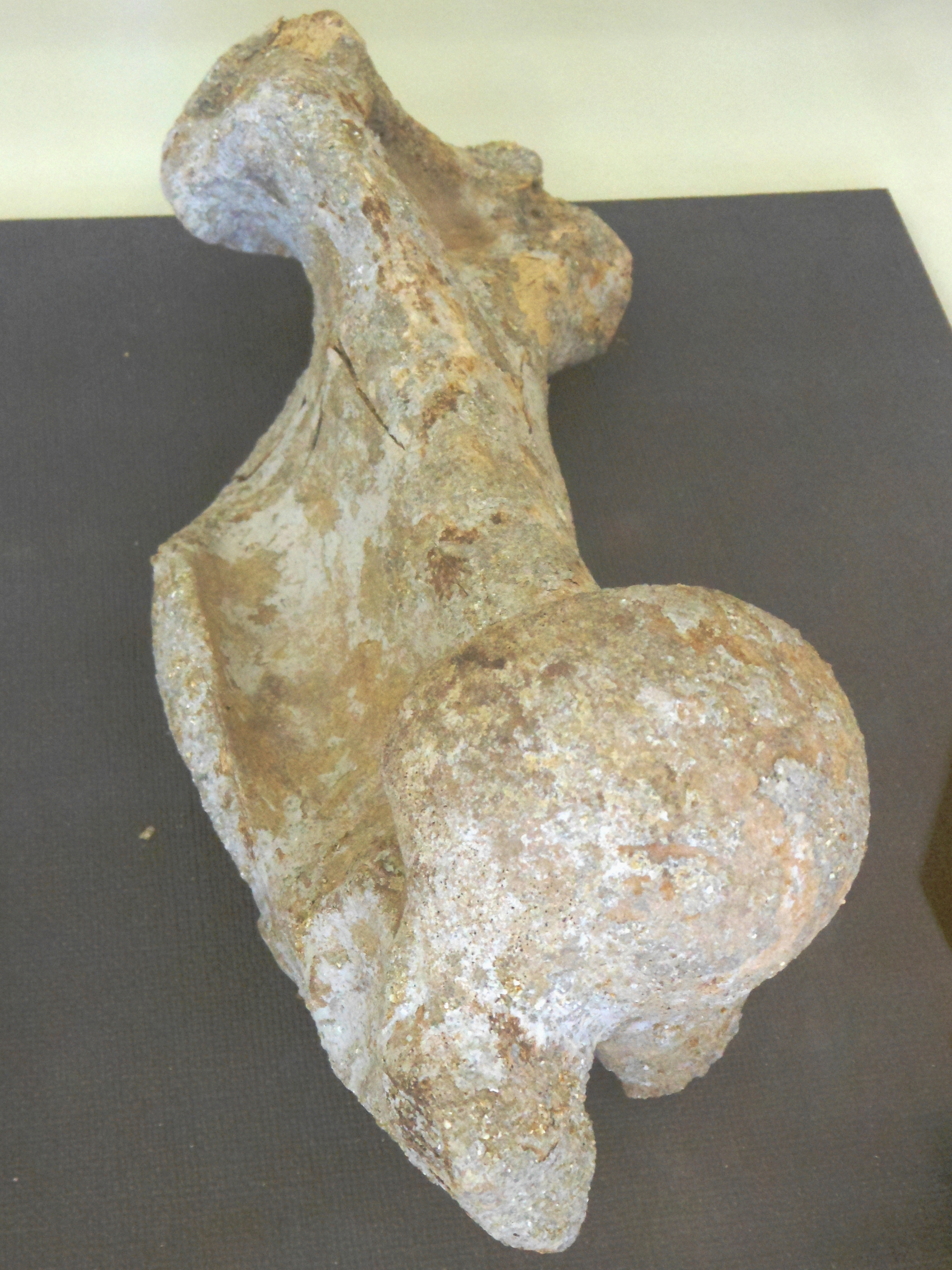
アシカの骨

## 展示施設
主な出土遺物は、遺跡のすぐそばにある東名縄文館に展示されている。巨勢川調整池管理棟（筑後川河川事務所の所管）内に所在する。
国の史跡に指定されて以降、佐賀市の埋蔵文化財を整理保管する埋蔵文化財センターと併せて本遺跡の展示を行う施設の整備が検討されている。2022年の時点では、巨勢川調整池の西側を予定地とし2027年度の開設とする計画。